# Gonzalo Güell
Gonzalo Güell y Morales de los Ríos (* 16. Februar 1895 in Havanna; † 2. September 1985 in Coral Gables, Florida) war ein kubanischer Diplomat und Politiker.
Seine Eltern waren Rosa Morales de los Ríos y Otero und Gonzalo Güell y Alfonso. Er studierte Rechtswissenschaft, wurde Rechtsanwalt, trat 1920 in den auswärtigen Dienst und war in Washington, D.C. akkreditiert. 1928 nahm er an der Sexta Conferencia Internacional Americana teil und war Sekretär einer Comisión del Ferrocarril Panamericano, der José Matoso de Sampaio Correia vorsaß. Von 1949 bis 1953 nahm er als Vertreter der kubanischen Regierung an den Konferenzen der Organisation Amerikanischer Staaten und der Vereinten Nationen teil. Er gehörte zu den 40 Vertrauten von Fulgencio Batista, die mit diesem an Neujahr 1959 in die Dominikanische Republik flogen. Kurz zuvor hatte Güell im Auftrag Batistas die entsprechende Einreisegenehmigung der dominikanischen Regierung eingeholt. Nach einem zwischenzeitlichen Aufenthalt in Spanien lebte er seit 1961 in den USA. In seinen letzten Lebensjahren war er als Spanischlehrer und als Bibliothekar in einem Krankenhaus in Südflorida tätig. Er war dreimal verheiratet, zwei seiner Ehefrauen waren Francisca Pubill und Juana Inigo.
| Vorgänger                           | Amt                                                                   | Nachfolger        |
| ----------------------------------- | --------------------------------------------------------------------- | ----------------- |
| —                                   | Geschäftsträger der kubanischen Regierung in Rio de Janeiro 1933–1937 | —                 |
| Aniceto Valdivia y Sisay de Andrade | Geschäftsträger der kubanischen Regierung in Oslo, Norwegen 1940      | —                 |
| —                                   | kubanischer Botschafter in Mexiko 1947–1948                           | —                 |
| Carlos Saladrigas Zayas             | Außenminister Kubas 1956–1959                                         | Roberto Agramonte |
| Emilio Núñez Portuondo              | Premierminister Kubas 1958–1959                                       | José Miró Cardona |